# CHD5
Protein liên kết DNA và chromodomain helicase 5 (tiếng Anh: Chromodomain-helicase-DNA-binding protein 5) là enzyme ở người được mã hóa bởi gen CHD5.